# Wihtred del Kent
Wihtred o Vitredo (in latino Wihtredus; 670 circa – 23 aprile 725) è stato re del Kent dal 690 al 725.
Figlio di Egberto I e fratello di Eadric, Wihtred salì al trono kentiano durante un periodo di disordine negli anni 680, che comprese una conquista di breve durata della regione da parte di Caedwalla del Wessex, e conseguenti conflitti dinastici. Il suo predecessore era Oswine, probabile discendente di Eadbald, ma non per la stessa linea di Wihtred. Poco dopo l'inizio del suo regno, Wihtred emise un codice di leggi, la Legge di Wihtred, preservato in un manoscritto noto come il Textus Roffensis. Le leggi trattano attentamente i diritti della Chiesa, come le pene per i matrimoni irregolari e le venerazioni pagane. Il suo lungo regno ha registrato pochi incidenti negli annali dell'epoca. Alla sua morte nel 725 fu succeduto dai suoi figli, Etelberto II, Eadbert I e Alric. La sua salma è inumata nella chiesa abbaziale di Thorney.

## Kent nel tardo settimo secolo

I regni della Britannia nel tardo settimo secolo

La forza dominante nella politica del tardo VII secolo a sud del fiume Humber fu Wulfhere di Mercia, che regnò dalla fine degli anni 650 al 675. Il re del Kent per gran parte di questo periodo fu Egberto, che morì nel 673, lasciando i figli, Eadric e Wihtred, probabilmente poco più che neonati, di due o tre anni; Wulfhere era loro zio in virtù del matrimonio con Eormenhild, sorella di Egberto. Hlothhere, fratello di Egberto, divenne re del Kent, ma solo un anno dopo, nel 674, e può darsi che Wulfhere si sia opposto all'ascesa di Hlothhere e sia stato il sovrano effettivo del Kent durante questo interregno di un anno.
Eadric sollevò un esercito contro lo zio e Hlothhere morì per le ferite riportate in battaglia nel febbraio del 685 o forse del 686. Eadric morì l'anno successivo e, secondo Beda, la cui Storia ecclesiastica del popolo inglese è una delle fonti primarie per questo periodo, il regno cadde in disordine. Cædwalla del Wessex lo invase nel 686 e vi insediò come re suo fratello Mul; è possibile che Cædwalla abbia governato direttamente il Kent per un certo periodo, quando Mul fu ucciso nel 687. Quando Cædwalla partì per Roma nel 688, Oswine, probabilmente sostenuto da Æthelred di Mercia, salì al trono per un certo periodo. Oswine perse il potere nel 690, ma rimase Swæfheard (figlio di Sebbi, re dell'Essex), che era stato re nel Kent per un anno o due. Ci sono prove evidenti che sia Swæfheard che Oswine erano re allo stesso tempo, dal momento che ognuno di loro validò le carte dell'altro. Sembra che Oswine fosse re del Kent orientale, che di solito era la posizione del re dominante, mentre Swæfheard era re del Kent occidentale.

## Regno

Albero genealogico dei discendenti di Eadbald. Wihtred, attraverso il padre Egbert, appartiene alla linea di Eorcenberht. La discendenza di Oswine era probabilmente attraverso uno dei fratelli di Domne Eafe, ma non è noto quale.

Wihtred emerse da questo scompiglio e divenne re all'inizio del 690. Beda descrive la sua ascesa dicendo che era il re «legittimo» e che «liberò la nazione dall'invasione straniera con la sua devozione e diligenza». Anche Oswine apparteneva alla famiglia reale e probabilmente aveva una pretesa al trono; per questo motivo è stato suggerito che i commenti di Beda in questo caso sono fortemente di parte. Il corrispondente di Beda sugli affari del Kent era Albino, abate del monastero di San Pietro e Paolo (successivamente l'abbazia di Sant'Agostino) a Canterbury, e queste opinioni possono quasi certamente essere attribuite all'istituzione ecclesiastica là presente.
Due carte forniscono le prove per la data di ascensione di Wihtred. Una, datata all'aprile 697, indica che Wihtred era allora al sesto anno di regno, facendo risalire l'ascensione a qualche tempo tra l'aprile 691 e l'aprile 692.  Un'altra, datata 17 luglio 694, è nel suo quarto anno, dando un possibile intervallo tra il luglio 690 e il luglio 691. La sovrapposzione come intervallo più probabile aprile-luglio del 691.  Un'altra stima può essere fatta valutando la durata del suo regno, che Beda dà essere di trentaquattro anni e mezzo: morendo il 23 aprile 725, ciò implicherebbe una data d'ascensione intorno al tardo 690.
Inizialmente Wihtred regnò insieme a Swæfheard. Il resoconto di Beda sull'elezione di Bertoaldo ad arcivescovo di Canterbury nel luglio del 692 menziona che Swæfheard e Wihtred erano i re del Kent, ma di Swæfheard non si hanno più notizie dopo questa data. Sembra che nel 694 Wihtred fosse l'unico sovrano del Kent, anche se è possibile che suo figlio Æthelberht fosse un re minore nel Kent occidentale durante il regno di Wihtred. Si pensa che Wihtred abbia avuto tre mogli. La prima si chiamava Cynegyth, ma una carta del 696 nomina Æthelburh come consorte reale e co-donatrice di una proprietà: la prima moglie doveva essere morta o essere stata dimessa dopo poco tempo. Verso la fine del suo regno, una nuova moglie, Wærburh, si attesta con il marito e il figlio Alric.

Nel 694 Wihtred fece pace con il re Ine dei sassoni occidentali: il predecessore di Ine, Cædwalla, aveva invaso il Kent e insediato come re suo fratello Mul, ma i kentesi si erano poi ribellati e avevano bruciato Mul. Wihtred concordò un risarcimento per l'uccisione, ma l'importo pagato a Ine è incerto. La maggior parte dei manoscritti della Cronaca anglosassone riporta «trentamila», mentre alcuni specificano trentamila sterline. Se le sterline equivalgono a sceatte, allora questa somma è l'equivalente di un guidrigildo di re, ovvero la valutazione legale della vita di un uomo, in base al suo rango. Sembra plausibile che Wihtred abbia ceduto a Ine alcuni territori di confine come parte di questo accordo.

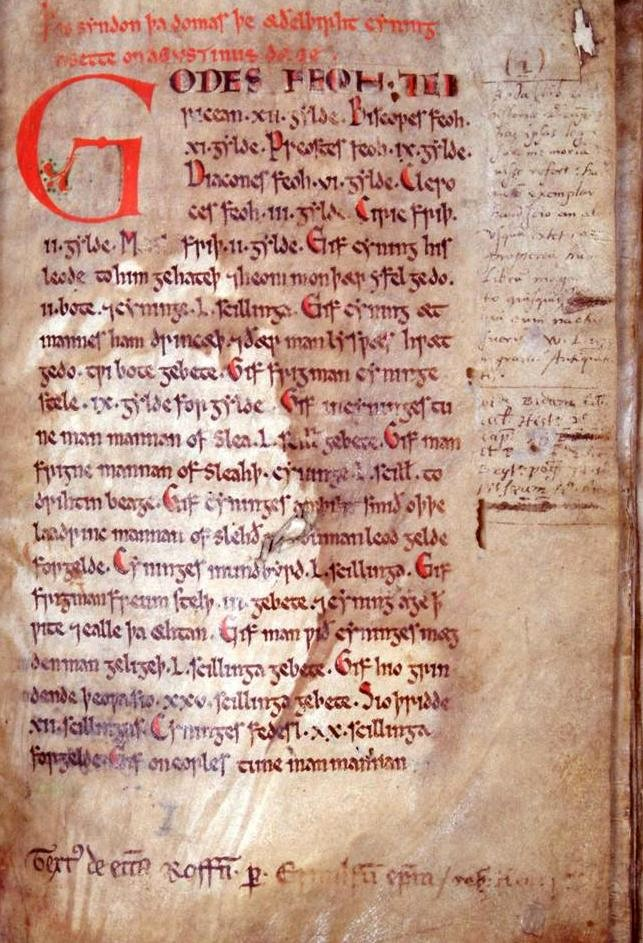
La prima pagina del manoscritto del dodicesimo secolo conosciuto come il Textus Roffensis, che contiene la più copia conservata del codice di leggi di Wihtred

## Morte e successione
Alla sua morte, Wihtred lasciò il Kent ai suoi tre figli: Etelberto II, Eadbert I e Alric. La cronologia dei regni successivi a Wihtred non è chiara, anche se ci sono prove di un Etelberto e di almeno un Eadbert negli anni successivi. Dopo la morte di Wihtred e la partenza di Ine del Wessex per Roma l'anno successivo, Æthelbald di Mercia divenne il potere dominante nel sud dell'Inghilterra.